# 레슬리 윙
레슬리 윙(Leslie Wing, 2000년 1월 1일 ~ )은 미국의 배우이다.

## 영화
- 리턴 투 할로윈타운 (2006, Return to Halloweentown)
- 하이 스쿨 뮤지컬 (2006)
  - 하이 스쿨 뮤지컬 2 (2007)
  - 하이 스쿨 뮤지컬: 졸업반 (2008)
- 소행성 (1997년)
- 캘린더 걸 (1993년)
- 스피드 레이서 (1992년)
- 오사카 블루스 (1983년)